# 1,2-dibroomethaan
1,2-dibroom-ethaan (ook ethyleendibromide of EDB genoemd) is een toxisch broomderivaat van etheen met een milde, zoete geur. Het is een kleurloze vloeistof, die slecht oplosbaar is in water. De stof komt in kleine hoeveelheden voor in de oceaan, waar de stof gevormd wordt door algen. Toch is de stof schadelijk voor het milieu als er grote hoeveelheden in het water terechtkomen.

## Synthese
1,2-dibroomethaan wordt bereid door etheen en dibroom te laten reageren:
{\displaystyle {\ce {H2C=CH2 + Br2 -> C2H4Br2}}}

## Toepassingen
1,2-dibroomethaan kent een belangrijke toepassing in de organische synthese bij de vorming van een Grignard-reagens. Daarbij activeert het de magnesiumkrullen en wordt het zelf omgezet naar etheen. Het wordt in de agrarische industrie gebruikt als pesticide op citrusvruchten, groenten en granen. In de meeste gevallen is het gebruik van 1,2-dibroomethaan als pesticide sinds 1984 in de Verenigde Staten verboden door het Environmental Protection Agency. Daarnaast wordt het aangewend als insecticide tegen termieten en kevers.

## Toxicologie en veiligheid
Bij contact met een heet oppervlak of met een vlam ontleedt 1,2-dibroomethaan onder vorming van giftige en corrosieve dampen van waterstofbromide en dibroom. De stof ontleedt traag onder invloed van licht en vocht met vorming van corrosief waterstofbromide. Bovendien is 1,2-dibroomethaan erg reactief (kans op brand en ontploffing) in de omgeving van volgende stoffen: aluminiumpoeder, magnesium, natrium, kalium, calcium, sterke basen en sterke oxidatiemiddelen.